# Katsukarē
Il katsukarē (カツカレー?) è un piatto tipico della cucina giapponese. Tale pietanza è composta da una base di riso, coperto da una salsa a base di curry calda. Sopra vengono collocate delle fettine di carne di maiale impanata.